# Volkswagen Taigo
Volkswagen Taigo er en lille benzin SUV fra 2022, bilen bygger på MQB-A01 platformen, og er lavet til at slutte sig til Volkswagens serie af små SUV'er heriblandt T-rock og T-cross. Volkswagen Taigo er bygget på samme Fabrik og platform som t-cross, interiøret er minder også meget om.
Taigo har en startpris på 254.995 kr, det er en lille smule mindre end søsterbilen t-cross der koster 282.715 kr. Taigo fås kun med benzinmotor og ikke som Plug-in hybrid eller Elbil, til gængeld fås den med 3 eller 4 Stempler. Taigo er opbygget med et 7-trins dobbeltkoblingsgear, og forhjulstræk. med en 4 cylindret motor yder Taigo 110 hk ved 5.000 omdrejninger i minuttet, det gør den i stand til at opnå en topfart på 191 km/t, og en 0-100 tid på 10,9 sekunder. Taigo kører, med en 4 cylindret motor, 16,5 km på en liter Benzin.
Taigo er en familiebil med 5 sæder, to foran og tre bagerst, den har et bagagerum på 438 liter, men slår man de bagerste sæder ned får man et bagagerum på 1.220 liter.